# Dix Indiens
Dix Indiens (Ten Indians) est une nouvelle d'Ernest Hemingway, parue dans pour la première fois dans le recueil Men Without Women (en), en 1927.
En France, la nouvelle, traduite par Marcel Duhamel, est parue dans le recueil Les Neiges du Kilimandjaro chez Gallimard en 1958.

## Résumé
Au Michigan, le jour suivant le 4 juillet, la famille Garner emmène le jeune Nick Adams à la ville pour assister à un match de baseball. Sur le chemin du retour, la voiture croise neuf Indiens ivres morts. Joe Garner doit même descendre de la carriole pour déplacer l'un d'eux d'une ornière où il s'est couché, face contre terre. Dans la voiture, on discute de l'immoralité des Indiens et de celle des hommes en général. On taquine également Nick Adams sur ses amours récentes avec Prudence Mitchell, une jeune Indienne. Nick en est ravi, même s'il essaie de donner le change. 
Une fois rentré chez lui, Nick prend un frugal repas. Son père lui apprend alors qu'en après-midi, il a vu Prudie dans les bois. Elle se donnait du bon temps avec un Indien. C'est le premier chagrin d'amour de Nick qui dort mal cette nuit-là, et se réveille au matin avec la douleur persistante de cette blessure d'amour.  